# Valeria Gai Germanika

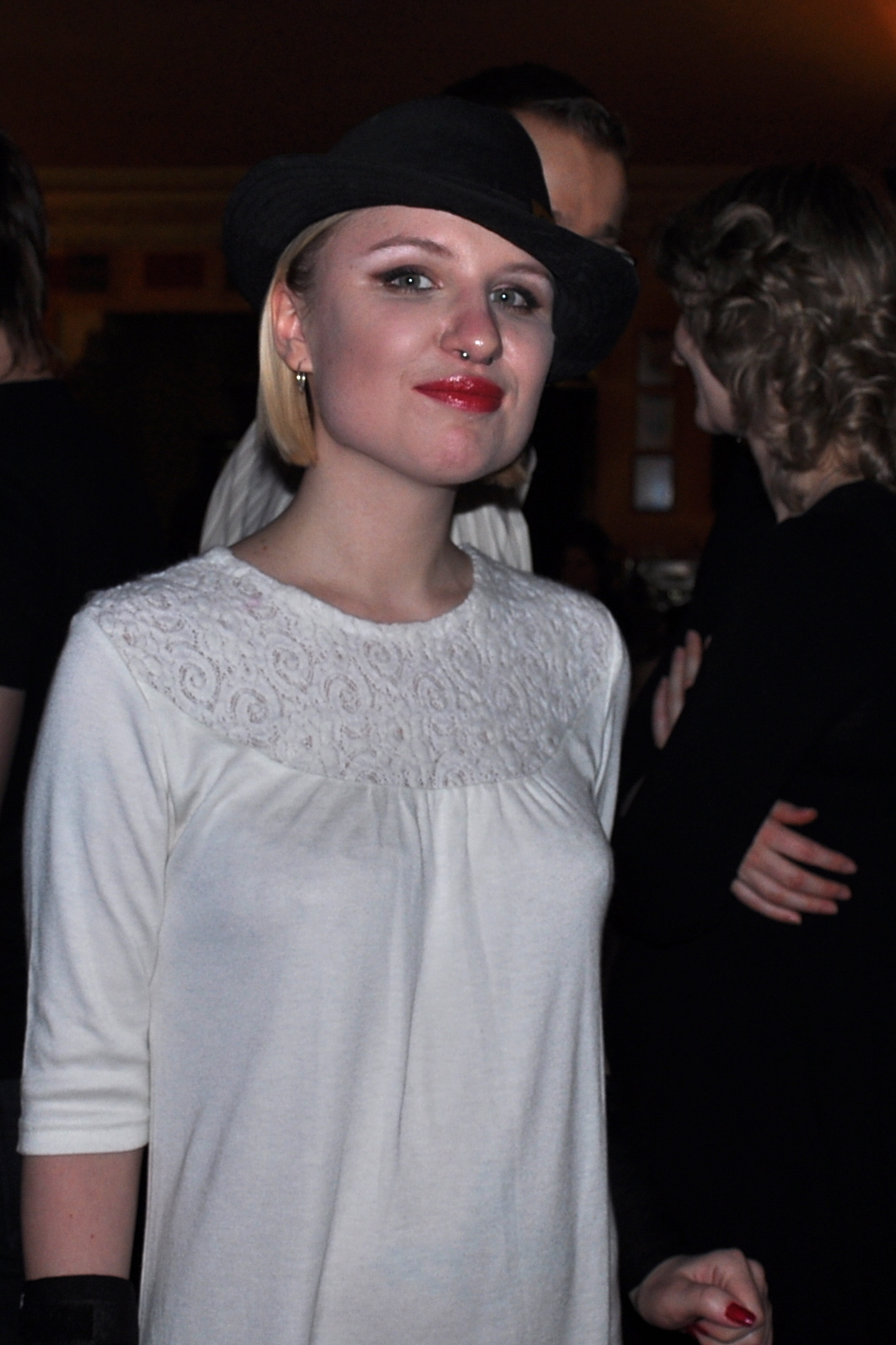
Valeria Gai Germanika

Valeria Gai Germanika (russisch Валерия Гай Александровна Германика; * 1. März 1984 in Moskau) ist eine russische Regisseurin.

## Leben
Germanika ist in Strogino, einer Plattenbau-Vorstadt Moskaus, aufgewachsen. Ihre ersten Filme spielen in dieser Vorstadt.
Nach der Geburt hieß sie zunächst Valeria Igorewna Dudinskaja (russ. Валерия Игоревна Дудинская). Mit dem Vornamen Valeria wurde sie nach der Ehefrau von Lucius Cornelius Sulla benannt und bekam den Vaters- und Familiennamen ihres Vaters, den Journalisten Igor Dubinskij. Im Alter von 16 Jahren ließ Valeria ihren Namen im Personalausweis ändern und heißt seitdem Valeria Gai (Vorname; Gai ist die russische Form des römischen Vornamens Gaius) Germanika (Nachname) und mit dem Vatersnamen Alexandrowna nach ihrem Stiefvater.
Nach dem Schulabschluss begann Germanika eine Lehre als Kynologin, die sie bald abbrach, um Film zu studieren. Sie zog aus Strogino weg und bewohnt heute eine Eigentumswohnung im Zentrum von Moskau. Ihre 2008 geborene Tochter heißt Oktavia.

## Werk
Germanika fing mit achtzehn Jahren an, Filme zu drehen. Als Studentin der Film- und Fernsehhochschule Internews in Moskau drehte sie mehrere Dokumentarfilme über Jugendliche.
Genauso wie ihr Spielfilmdebüt gelten diese als ungewöhnlich nah am Leben der Jugend. Germanikas Filme zeichnen sich außerdem durch eine sehr bewegte Handkamera und unkonventionelle Kameraperspektiven aus.
Ihr Spielfilmdebüt Everybody Dies But Me (Alle sterben, nur ich bleibe, russ.: Все умрут, а я останусь) hatte seine Premiere auf den Internationalen Filmfestspielen von Cannes 2008. Dort erhielt der Film eine lobende Erwähnung. Beim Filmfest München 2008 wurde der Film mit dem CineVision Award ausgezeichnet.
Nach ihrem Erfolg in Cannes wurde ihr vom ersten Kanal des russischen Fernsehen die Regie an einer Fernsehserie angeboten. Die Serie Schkola (zu deutsch: Die Schule) startete im Januar 2010 und erregte in Russland großes Aufsehen, da sie eine extrem negative Grundhaltung der Schüler gegenüber ihren Lehrern und dem gesellschaftlichen Status quo darstelle. Die Serie löste unterdessen eine Diskussion über den Zustand der russischen Schulen aus.

## Filmografie
- Sisters (2005)
- The Girls (2005)
- The Boys (2007)
- The Birthday of the Infanta (2007)
- Everybody Dies But Me (2008)
- Die Schule (Fernsehserie, 2010)